# Bahnhof Luxembourg (Paris)
Der Bahnhof Luxembourg ist ein Tunnelbahnhof des Pariser Schnellbahnnetzes RER.

## Geschichte und Beschreibung

### Endbahnhof der Ligne de Sceaux
Der Bahnhof wurde 1895 als neue Endstation der damals von der Compagnie du chemin de fer de Paris à Orléans (P.O.) betriebenen Vorortbahn Ligne de Sceaux eröffnet, er liegt längs unter dem Boulevard Saint-Michel. Vom bisherigen Pariser Endpunkt D’Enfer bis Luxembourg wurde die Strecke – ein Novum in der Stadt – unterirdisch angelegt. Die eingesetzten Dampflokomotiven wurden mit einer Kondensationsvorrichtung ausgestattet, um die durch sie verursachte Luftverschmutzung im Tunnelbereich zu reduzieren.
In den Jahren 1937/38 wurde die Ligne de Sceaux mit 1500 Volt Gleichspannung mittels Oberleitung elektrifiziert. Neuer Betreiber wurde die Compagnie du chemin de fer métropolitain de Paris (CMP), die 1948 in der RATP aufging. Speziell für diese Strecke bestellte die CMP ab 1934 Triebwagen der Baureihe Z 23000, von der bis 1962 mehrere Serien geliefert wurden. Sie wurden in Mehrfachtraktion ohne Beiwagen eingesetzt.

### Durchgangsbahnhof der Linie RER B

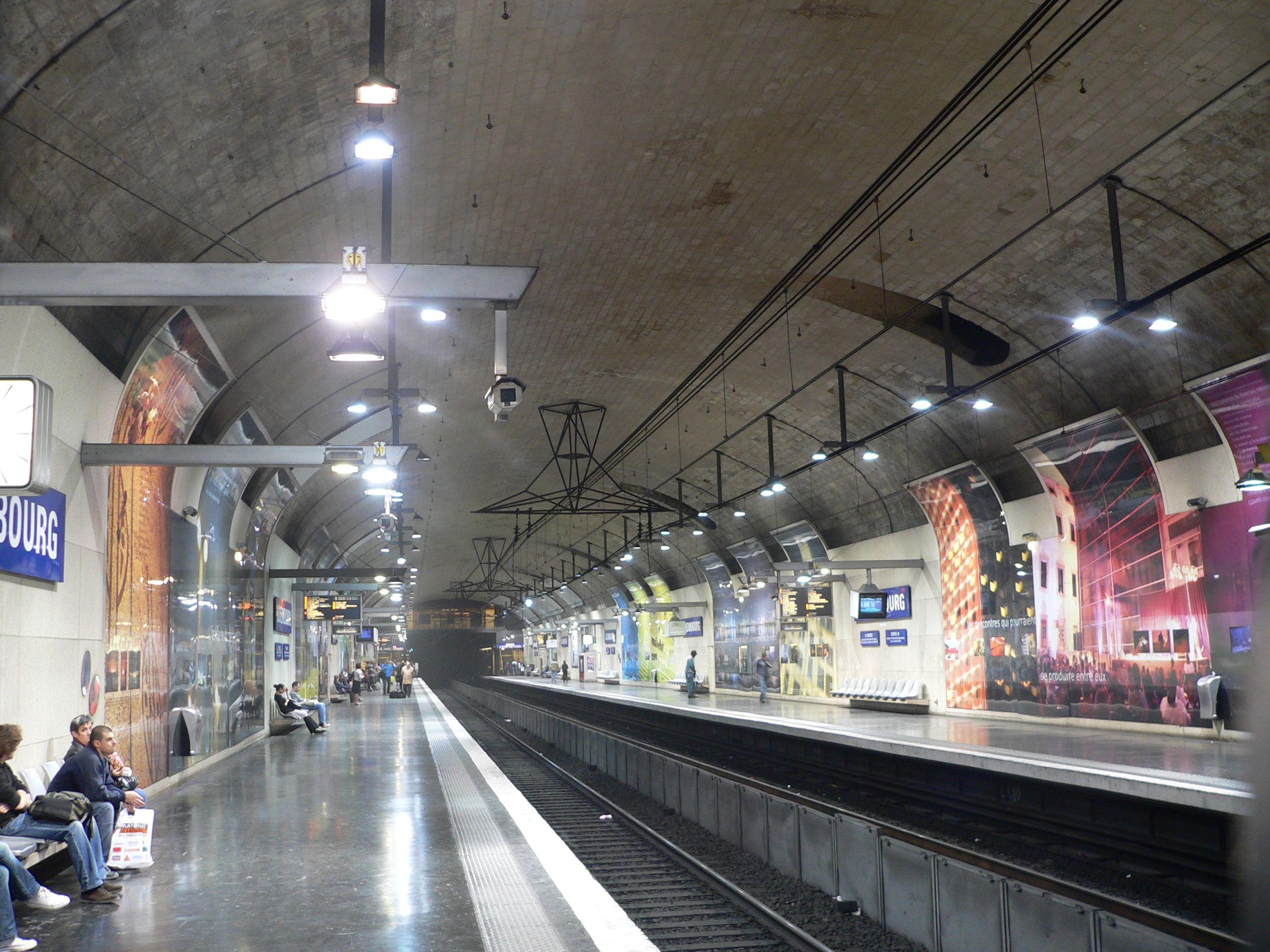
Die Aufhängung der Oberleitungen ist in dieser Form nur hier anzutreffen

Umfangreiche Umbauten erfolgten im Zusammenhang mit der Umgestaltung der Strecke zur RER-Linie B und ihrer 1977 erfolgten Verlängerung nach Norden bis zum Bahnhof Châtelet - Les Halles. Diese Verlängerung unterquert verschiedene Metro- und RER-Linien und auch die Seine. Um die vorgegebene Maximalsteigung der Strecke einhalten zu können, mussten in der Station Luxembourg die Gleise und infolgedessen auch die Bahnsteige und Oberleitungen um rund 50 cm tiefergelegt werden.
Von 2000 bis 2001 erhielt der Bahnhof nach einer Grundsanierung sein heutiges Erscheinungsbild. In unmittelbarer Nähe befinden sich der namensgebende Park Jardin du Luxembourg und die Bergbau-Hochschule École nationale supérieure des mines de Paris. Im Jahr 2011 sind hier 5,8 Millionen Fahrgäste ein- oder ausgestiegen.
Seit dem Jahr 2008 wird der Bahnhof umgebaut, sodass er für mobilitätseingeschränkte Personen besser erreichbar ist. Es sollen zwei Aufzüge eingebaut werden.